# 異紋頜吻鰻
異紋頜吻鰻（學名：Gnathophis heterolinea），是輻鰭魚綱鰻形目康吉鳗科頜吻鰻屬的其中一種，由Adolf Kotthaus於1968年描述，最初屬於Lemkea屬，分布於西印度洋肯亞蒙巴薩外海海域，深度177-243公尺，為底棲性魚類，生活習性不明。